# 마이크로투나노
주식회사 마이크로투나노(영어: Micro2nano)는 대한민국의 MEMS 기술 기반의 반도체용 프로브카드(Probe Card) 생산 기업이다.

Probe Card의 매출 전부가 NAND향이며 SK하이닉스에 공급 중이다.